# Saint-Samson-la-Poterie
Saint-Samson-la-Poterie település Franciaországban, Oise megyében. Lakosainak száma 231 fő (2022. január 1.). Saint-Samson-la-Poterie Campeaux, Canny-sur-Thérain, Héricourt-sur-Thérain, Villers-Vermont és Haussez községekkel határos.

## Népesség
A település népessége az elmúlt években az alábbi módon változott:
| Lakosok száma | 258  | 255  | 253  | 250  | 248  | 247  | 244  | 238  | 231  |
|               | 2013 | 2015 | 2016 | 2017 | 2018 | 2019 | 2020 | 2021 | 2022 |